# 2023年世界陸上競技選手権大会ブルキナファソ選手団
2023年世界陸上競技選手権大会ブルキナファソ選手団は、2023年8月19日から8月27日までハンガリーのブダペストで開催された第19回世界陸上競技選手権大会のブルキナファソ選手団。

## 選手団
- 人員: 選手 2人

## メダル獲得者
| メダル | 名前                       | 種目       | 日付（現地） |
| ------ | -------------------------- | ---------- | ------------ |
| 金     | ユーグ・ファブリス・ザンゴ | 男子三段跳 | 8月21日      |

ユーグ・ファブリス・ザンゴは、2019年の銅メダル、2022年の銀メダルに続いて、3大会連続のメダル獲得にして、初の金メダル獲得となった。これは世界陸上競技選手権大会においてブルキナファソ史上初の金メダルでもある。

## 選手名簿・結果
| 選手                       | 種目       | 予選   | 予選 | 決勝   | 決勝 |
| 選手                       | 種目       | 結果   | 順位 | 結果   | 順位 |
| -------------------------- | ---------- | ------ | ---- | ------ | ---- |
| ユーグ・ファブリス・ザンゴ | 男子三段跳 | 17.12m | 4位  | 17.64m | 金   |
| マルテ・コアラ             | 女子走幅跳 | 6.84m  | 2位  | 6.68m  | 7位  |